# Svoljšak
Svoljšak je priimek več znanih Slovencev:
- Drago Svoljšak (*1941), arheolog
- Irena Svoljšak (1967−2020), operna pevka in režiserka
- Janez Svoljšak (1993−2019), plezalec in alpinist
- Petra Svoljšak (*1965), zgodovinarka
- Sonja Svoljšak, bibliotekarka, dr. (stari tiski, NUK)